# Laufertorkeller

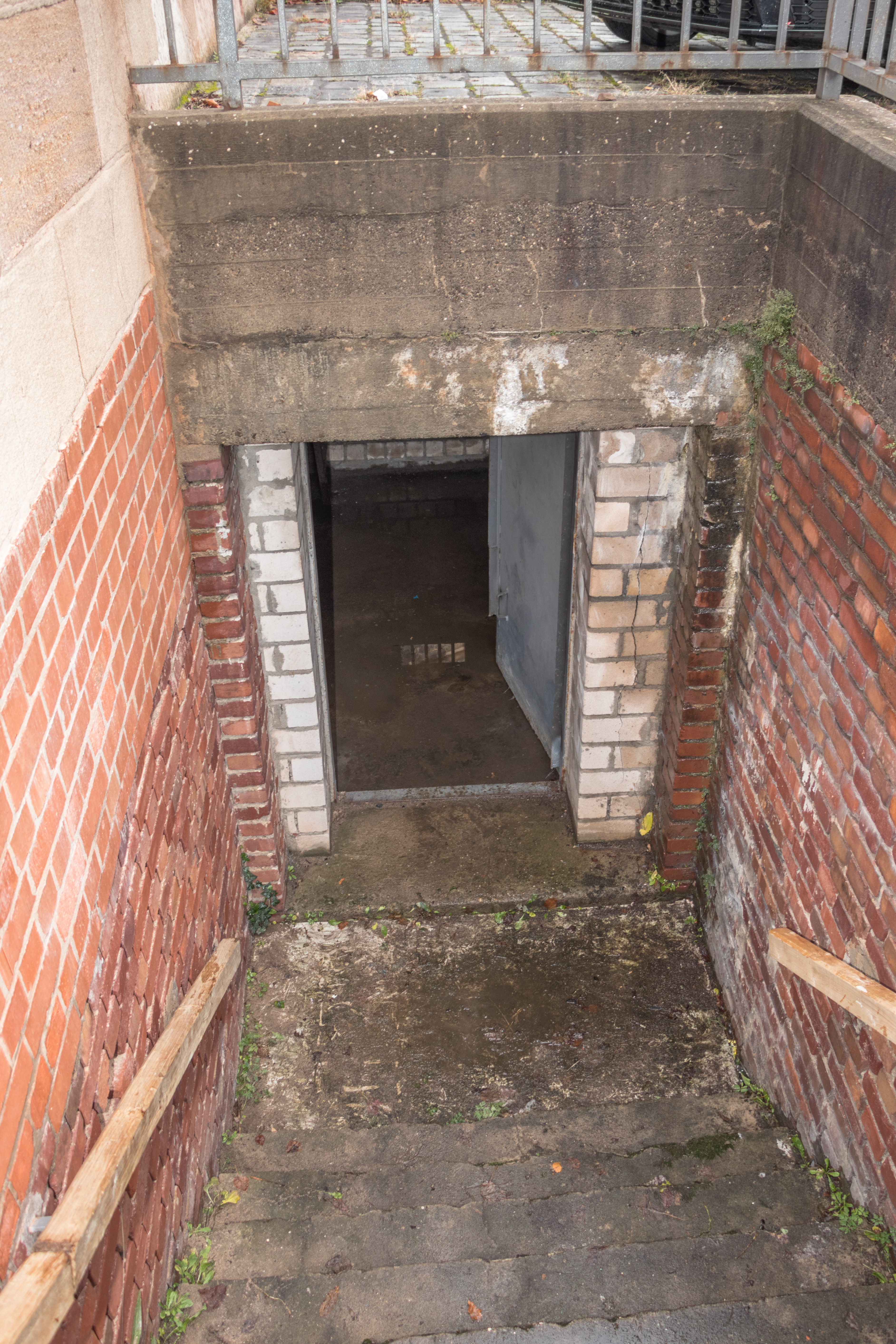
Kellereingang am Äußeren Laufer Platz

Der Laufertorkeller oder auch Laufertorbunker ist eine ehemalige Tiefbunkeranlage im nordöstlichen Teil der Sebalder Altstadt in Nürnberg in Bayern.

## Beschreibung
Namensgebend der etwa 2000 Quadratmeter großen Anlage ist das Nürnberger Laufer Tor. Der aufgelassene Bunker ist Bestandteil eines etwa 25.000 Quadratmeter umfassenden Kellersystems in der nördlichen Altstadt. Die Anlage befindet sich  westlich des Laufer Tor Turms, dehnt sich nördlich bis an die Maxtormauer und westlich bis fast zur wirtschafts- und sozialwissenschaftlichen Fakultät (WiSo) der Friedrich-Alexander-Universität aus.
In westlicher Richtung ist der Laufertorbunker über den Tucherstollen mit dem Tucherkeller und dem Panierskeller verbunden.
Seit dem 14. Jahrhundert trieben die Menschen Stollen und Felsenkeller in den Sandsteinkeuper des Nürnberger Burgberges. Die Stollen dienten der Wassergewinnung der Stadt und die Felsenkeller als Lagerstätte der lokalen Brauereien. Ursprünglich bestand das in  bis zu 16 Meter Tiefe gelegene Kellersystem aus voneinander unabhängigen Kellern. Nürnberg fehlte es zum Schutz der Bevölkerung an Hauskellern. Deshalb wurden ab 1940 die Bierkeller ausgebaut und ab 1943 durch Stollen miteinander verbunden. 
Während des Zweiten Weltkrieges wurden die Keller von Zwangsarbeitern zum Bunker ausgebaut. Sie dienten bis zum Einmarsch amerikanischer Truppen in Nürnberg im April 1945 Zehntausenden Menschen als Luftschutzraum. Hier überlebten viele Nürnberger die Zerstörung ihrer Stadt am Abend des 2. Januar 1945. In einigen Bereichen der Keller waren auch geschützte Bereiche für die Stadtverwaltung eingerichtet.
Das Bunkersystem selbst erstreckt sich auf drei aber nicht übereinander liegenden Ebenen. Die gesamte Kelleranlage ist weiträumig und unterirdisch mit dem östlich liegenden Staufferkeller (Unterer Laufertorkeller), dem Mittleren Laufertorkeller und  dem westlich gelegenen Uhlkeller verbunden. Die ursprünglichen, nur in Sandstein gehauenen Keller wurden zum Teil beim Ausbau mit Ziegelsteinen ausgekleidet oder mit Beton verkleidet. Notwendige Infrastruktur wie Notstromaggregate, Toilettenanlagen, Belüftungsanlagen  und Versorgungseinrichtungen wurden dabei zusätzlich eingebaut. Beim Ausbau wurde 1943 ein weiterer Zugang am Äußeren Laufer Platz geschaffen. Baumaterial war knapp und die Auskleidung erfolgte mit Ziegelsteinen, die ursprünglich für den Bau der Kongresshalle Nürnberg vorgesehen waren. Die Bauarbeiten waren dort bereits 1940 weitgehend eingestellt worden.

### Mittlerer Laufertorkeller
Dieser Teil der Anlage diente vornehmlich der Verwaltung der sogenannten „Werke und Bahnen“ und für etwa 250 weitere Menschen als Schutzraum. Von hier aus koordinierten die städtischen Werke den Einsatz von Instandsetzungs-Trupps für beschädigte Gas- und Wasserleitungen, die Reparatur zerstörter Straßenbahn-Schienen und dem Stromnetz. Dieser Teil der Anlage ist relativ komfortabel ausgebaut. Die Wände sind nahezu vollständig mit Beton verkleidet und die Fußböden gefliest. Einzelne als Büro genutzte Abschnitte hatten Holztüren. Hier befanden sich neben Toilettenanlagen auch die Infrastruktur für eine Notstromversorgung und der Belüftung der gesamten Bunkeranlage. Ein Teil des Abschnittes konnte auch von der Bevölkerung als Schutzraum genutzt werden.

### Oberer Laufertorkeller
Der ehemalige Uhlkeller diente vollständig als öffentlicher Luftschutzbunker. Er wurde über eine abwärtsführende Treppe beim Ausbau mit dem Mittleren Laufertorkeller verbunden. Ursprünglich hatte dieser Teil des Bunkers zwei eigenständige Zugänge, die heute vermauert bzw. zugeschüttet wurden. In den 1970ern wurde der Keller größtenteils zur Stabilisierung mit Spritzbeton ausgekleidet (torkretiert). In diesem Teil der Anlage befand sich auch ein Teil der Wasserversorgung und Wasserspeicherung.

### Unterer Laufertorkeller
Die am tiefsten gelegenen, hohen kathedralartig wirkenden Räume, dienten wahrscheinlich zunächst als Eiskeller. Nach dem Umbau fanden hier Filterräume und ein Ausweichquartier des Wehrkreises Platz. Ergänzend wurde eine Notküche mit mehreren 3000 Litern fassenden Kochkesseln  eingebaut. Pläne, die Küche auch nach Kriegsende auszubauen und zu nutzen wurden wegen hygienischer Unzulänglichkeiten verworfen. Im nördlichen Teil des Kellers wurde ein Notbrunnen angelegt. Der etwa 40 Meter tiefe Brunnen wurde auch noch nach dem Kriegsende im Rahmen des Katastrophenschutzes betriebsbereit gehalten und erst in den 2010er Jahren aufgegeben und ist heute dem Verfall preisgegeben. Der Keller ist hier mit dem Tucherstollen verbunden. Der Tucherstollen diente zunächst der Entwässerung des Tucherkellers und wurde dann im Zweiten Weltkrieg als Fluchttunnel hinab zur Wöhrder Wiese genutzt.

### Heutige Nutzung
Die Anlage wird heute nicht mehr genutzt. Das weitverzweigte System ist heute nur noch im Rahmen von Sonderführungen zugänglich. So wurden im Rahmen des Gedenkens an die Zerstörung Nürnbergs jeweils im Januar 2012, 2016 und 2020 Führungen durch den Förderverein Nürnberger Felsengänge e.V. angeboten.
Bis auf zwei Zugänge und dem Tucherstollen sind heute alle ursprünglichen Zugänge vermauert  oder zugeschüttet worden. Ein Zugang in einem Privathaus im südlichen Teil der Anlage wurde dauerhaft versperrt. Teile der Anlage wurden mit Bauschutt verfüllt oder dienen der Ablagerung von demontiertem Material. Durch eindringendes Wasser haben sich zwischenzeitlich auch sehenswerte Versinterungen, Tropfsteine und bunte Mineralauswaschungen gebildet.
Oberirdisch sichtbar sind auch noch die Reste ehemaliger Lüftungsschächte und Kamine. Im Bereich des ehemaligen Laufertorzwingers finden sich noch fünf Kamine.

## Bildergalerie

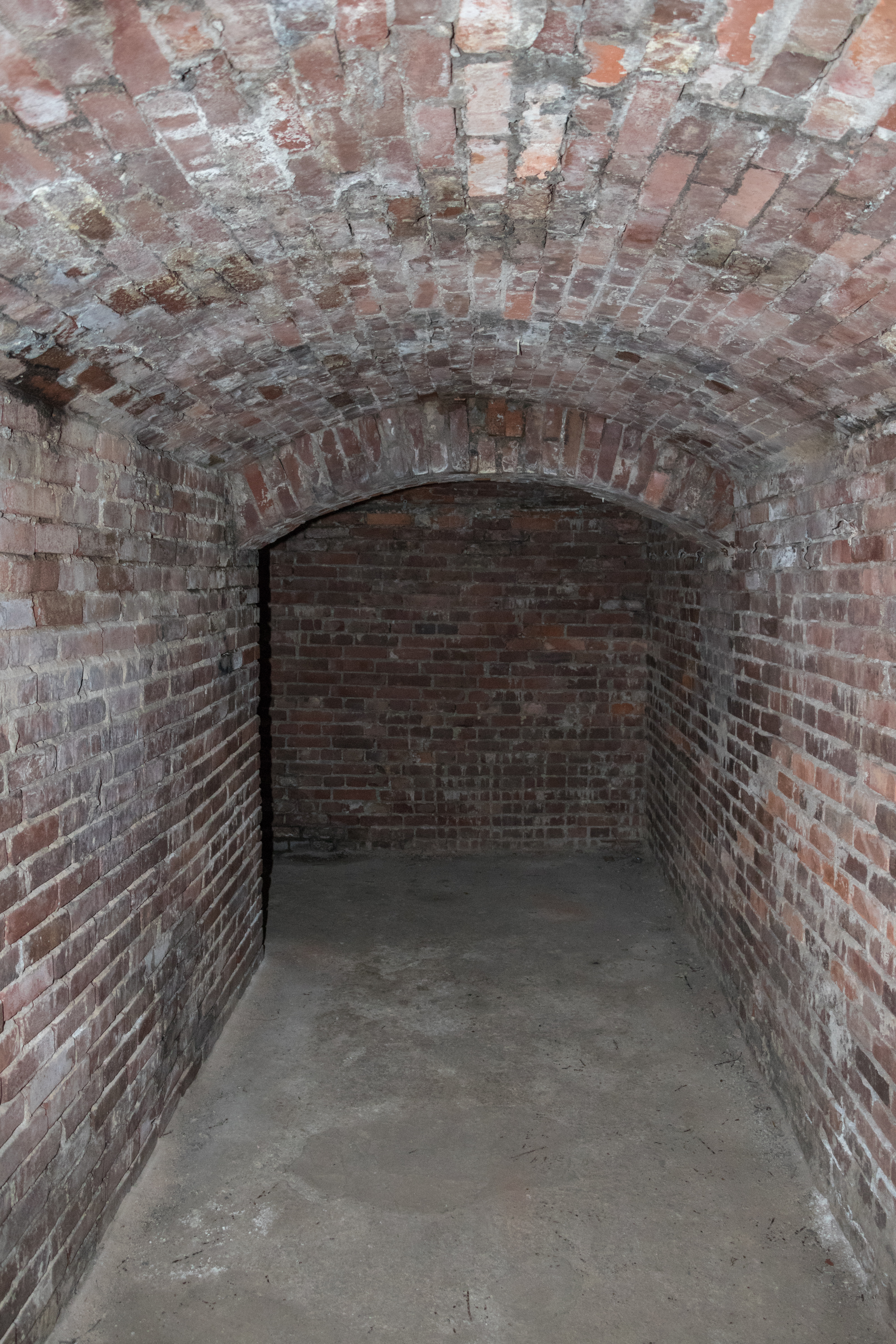
Mit Ziegelsteinen ausge-kleiderter Zugangs-stollen
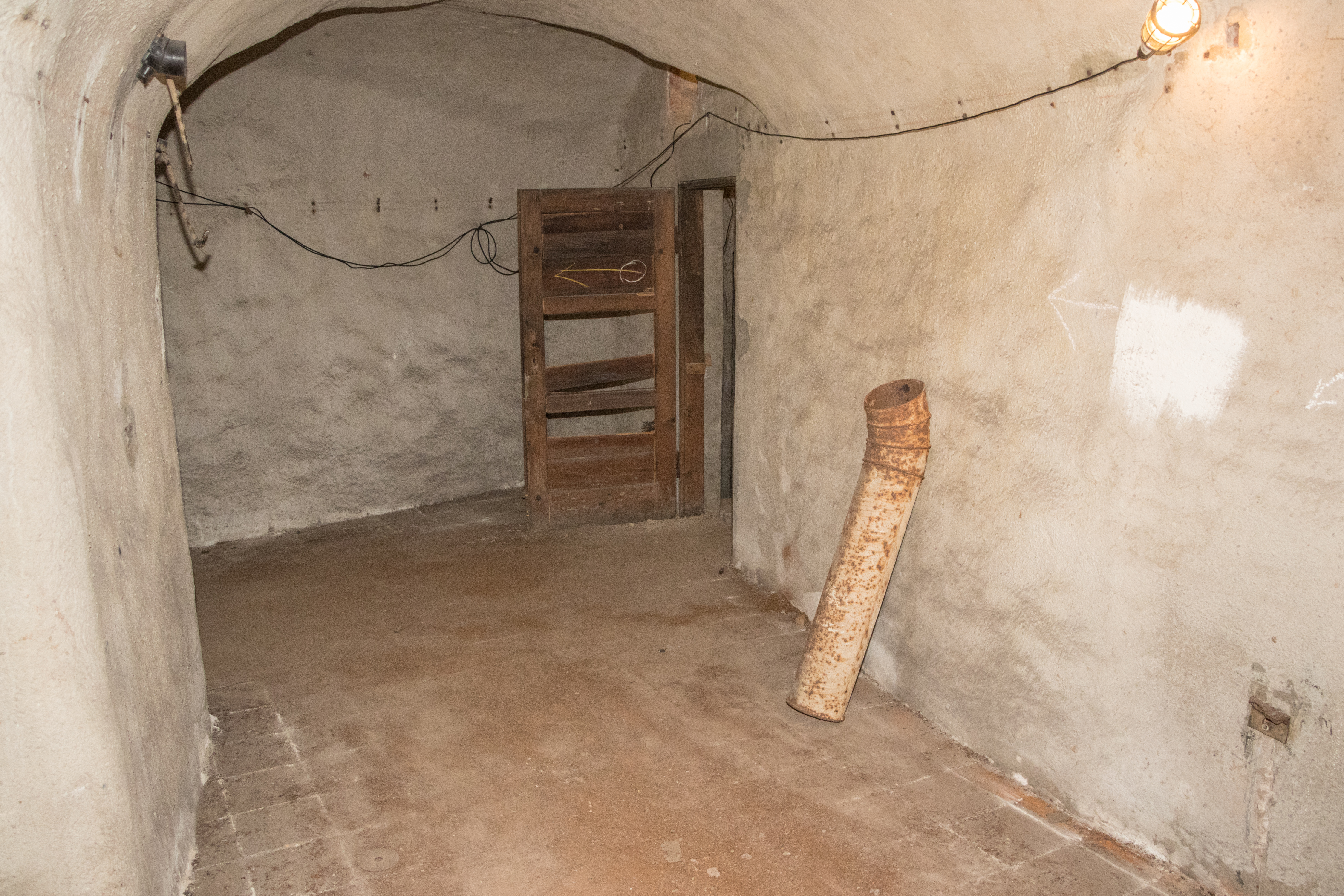
Bereich der "Werke und Bahnen"
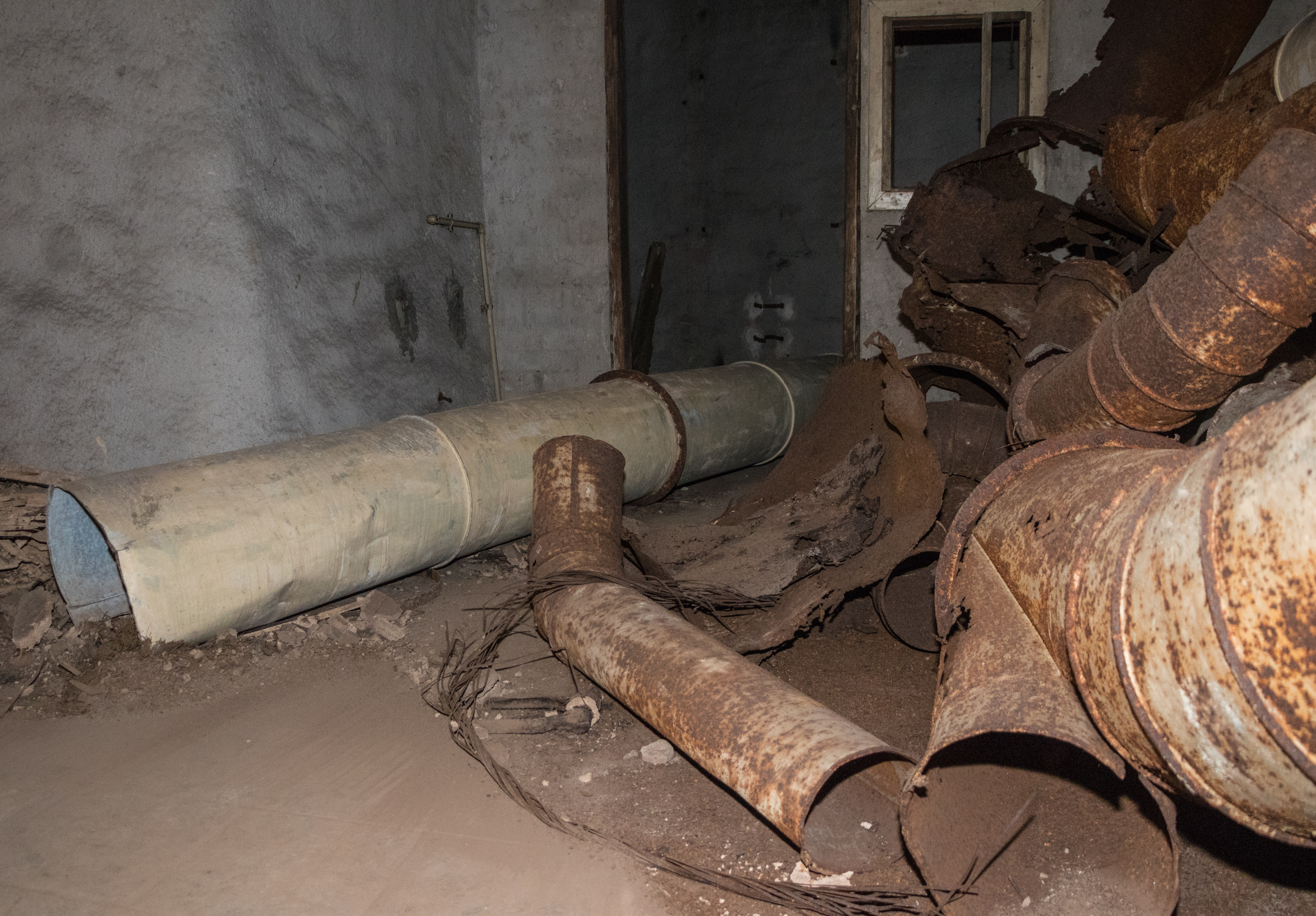
Schrottlagerung der Belüftungsrohre
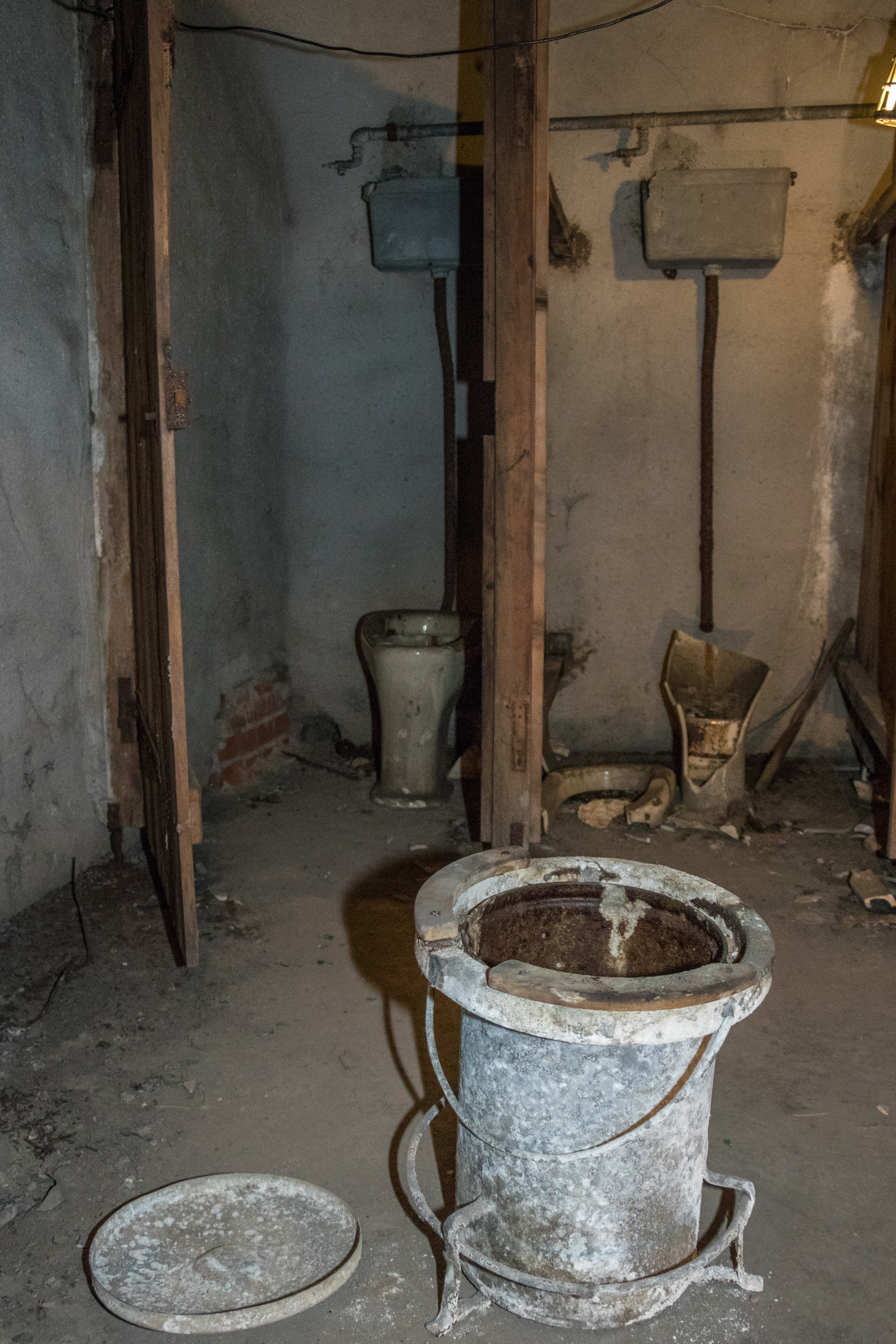
Herrentoilette und mobile Toilette
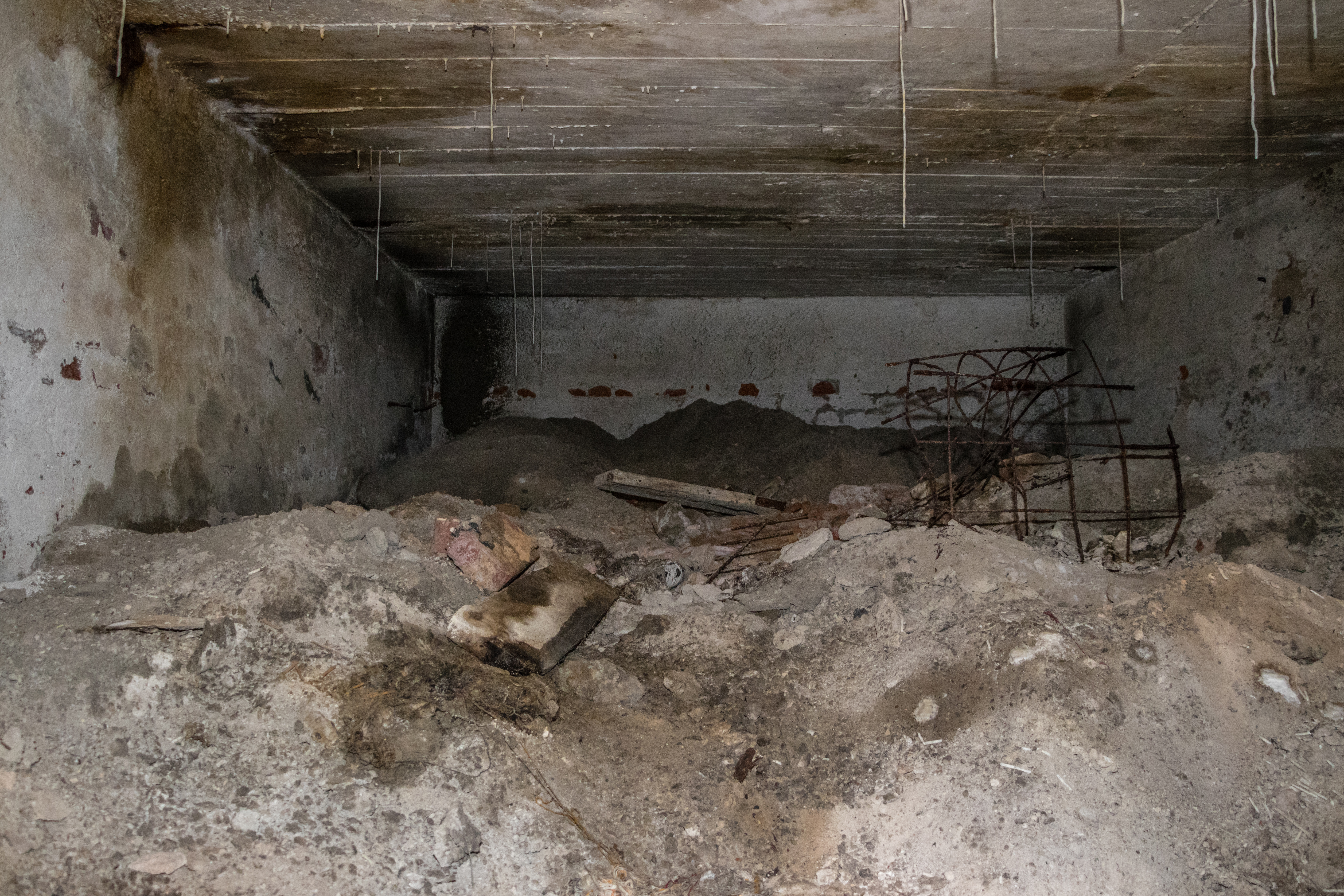
Mit Schutt verfüllter Raum
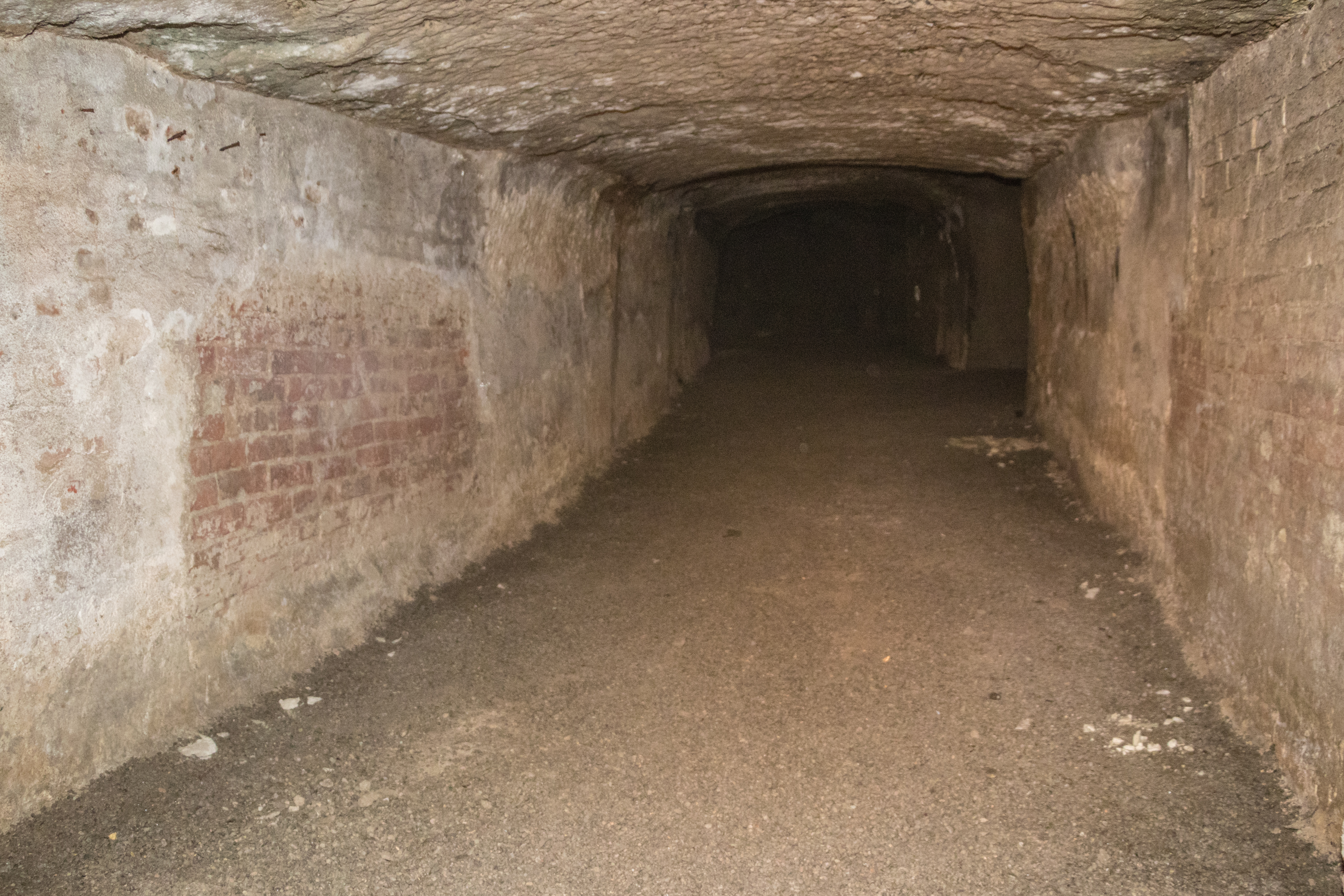
Oberer Laufertorkeller (Uhlkeller)
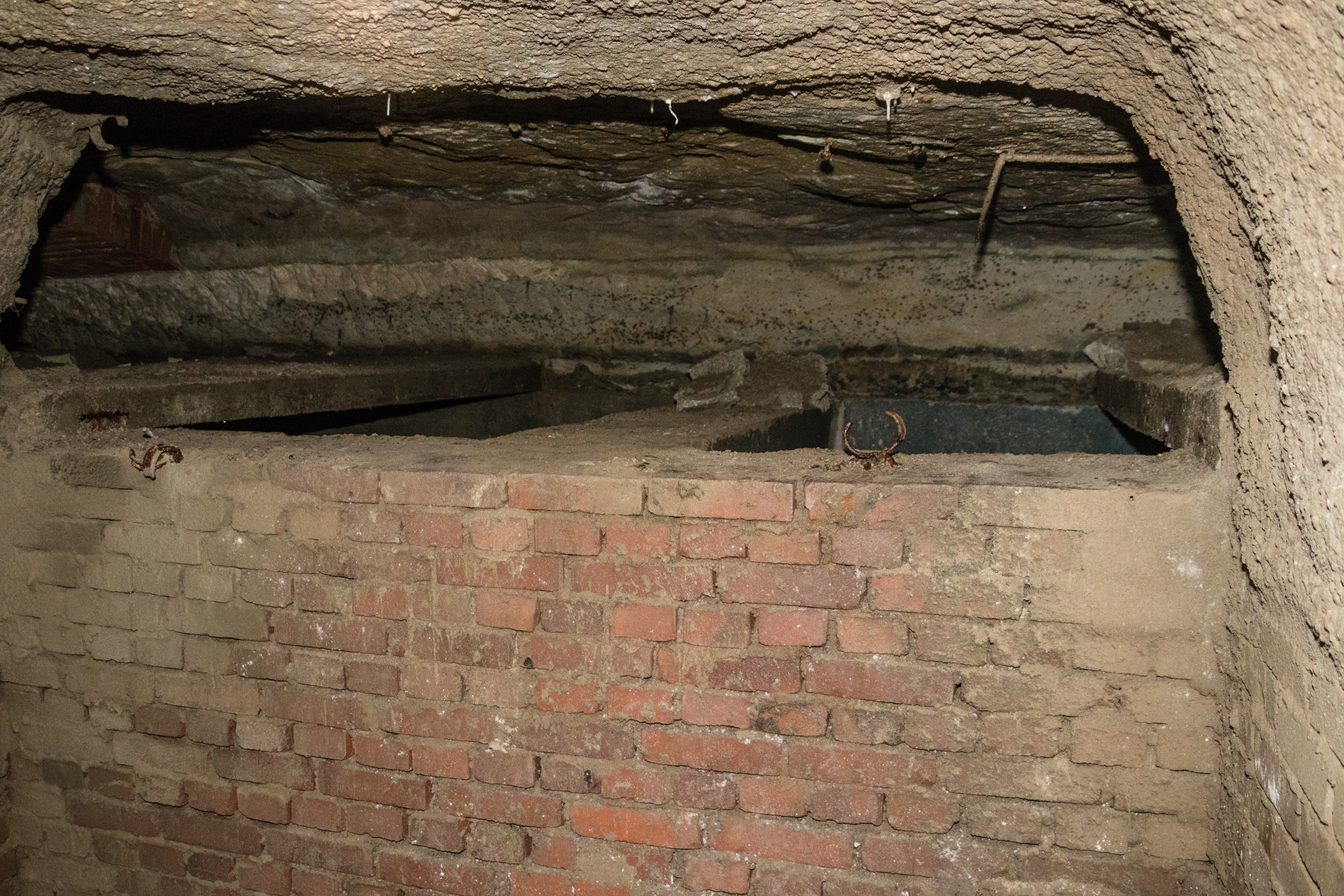
Wasserspeicher im Uhlkeller
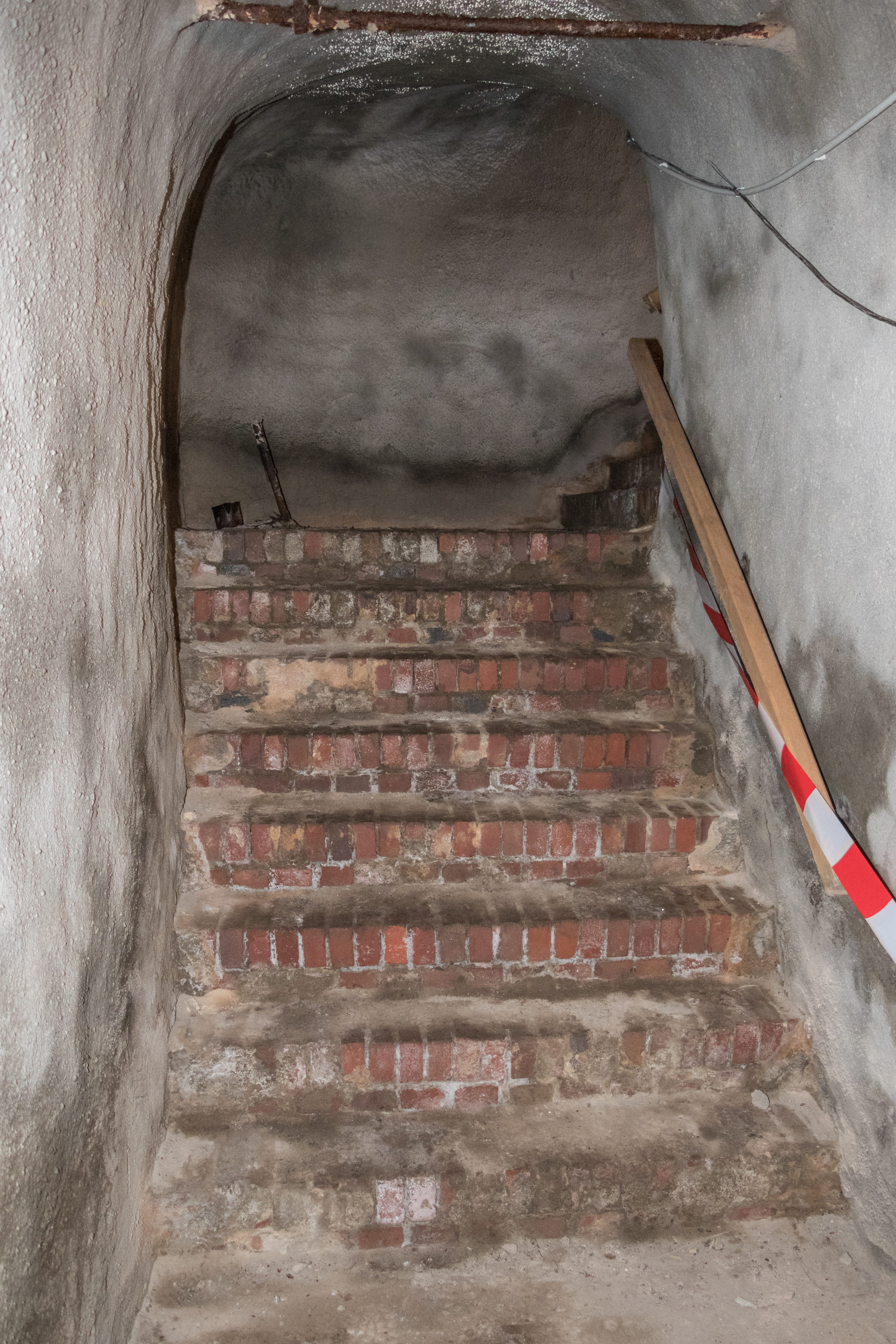
Verbindungs-treppe Mittlerer und Unterer Laufertorkeller
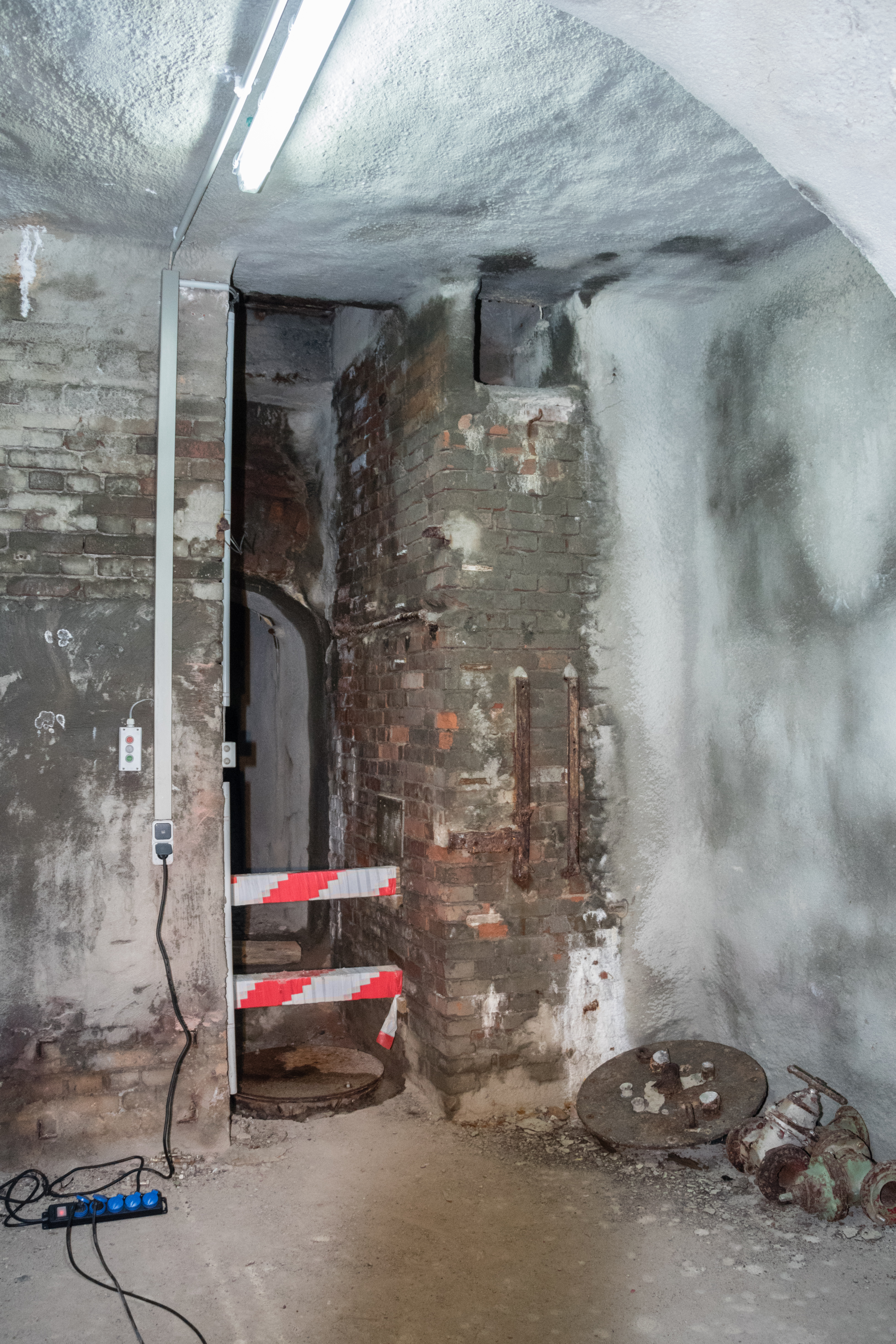
Aufgelassener Tiefbrunnen
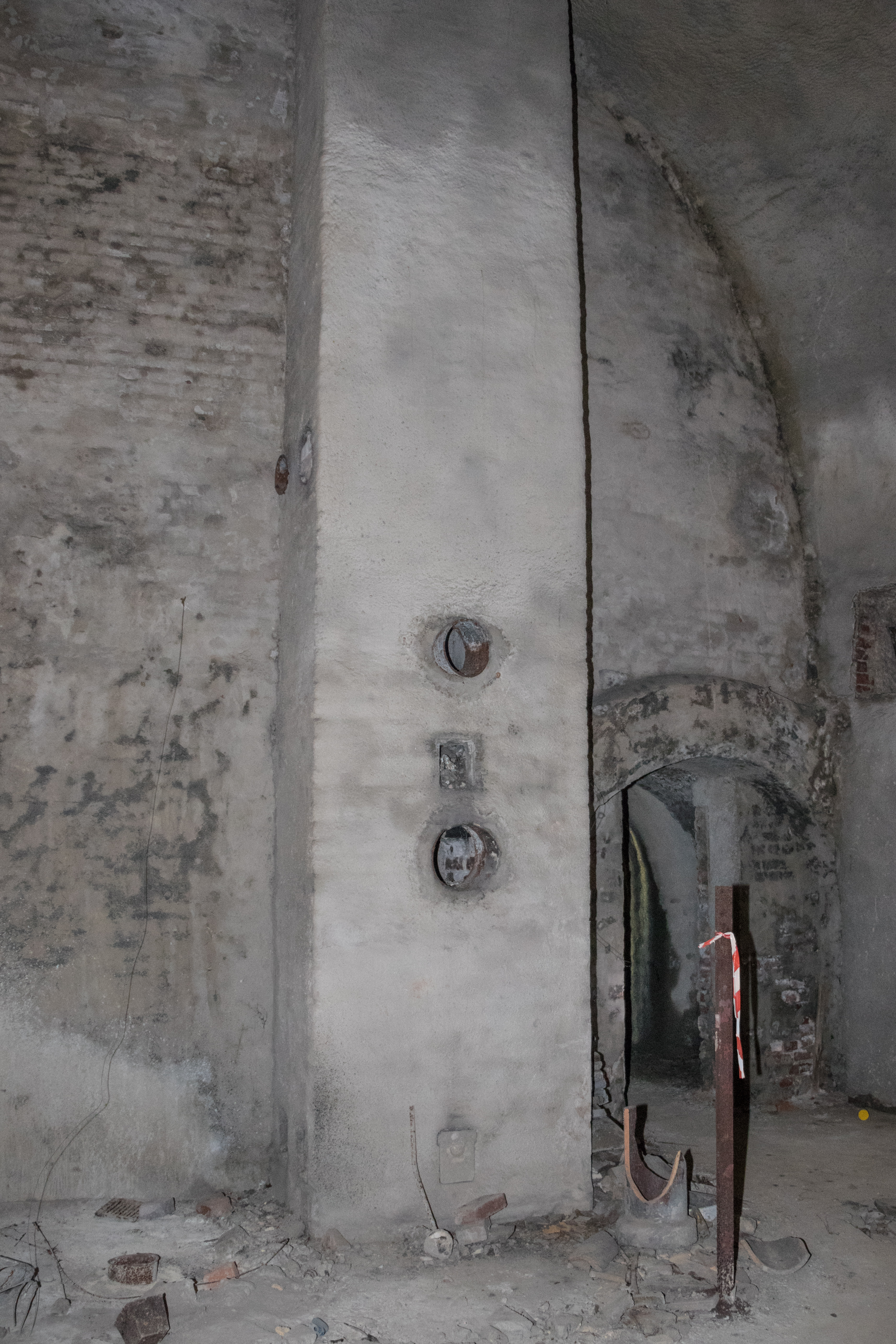
Ehemalige Notküche mit Kamin
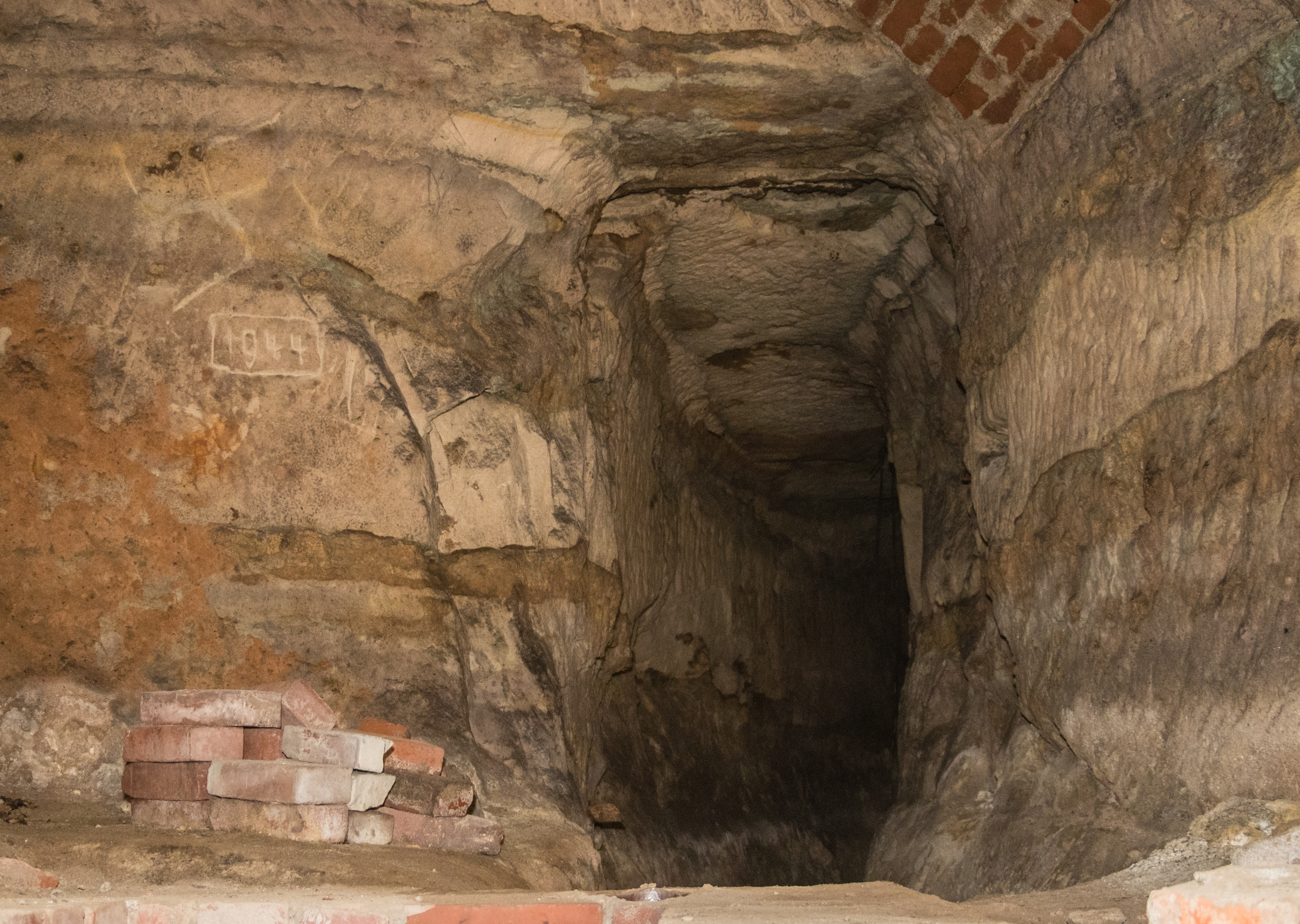
Zugangsstollen zum Tucherstollen
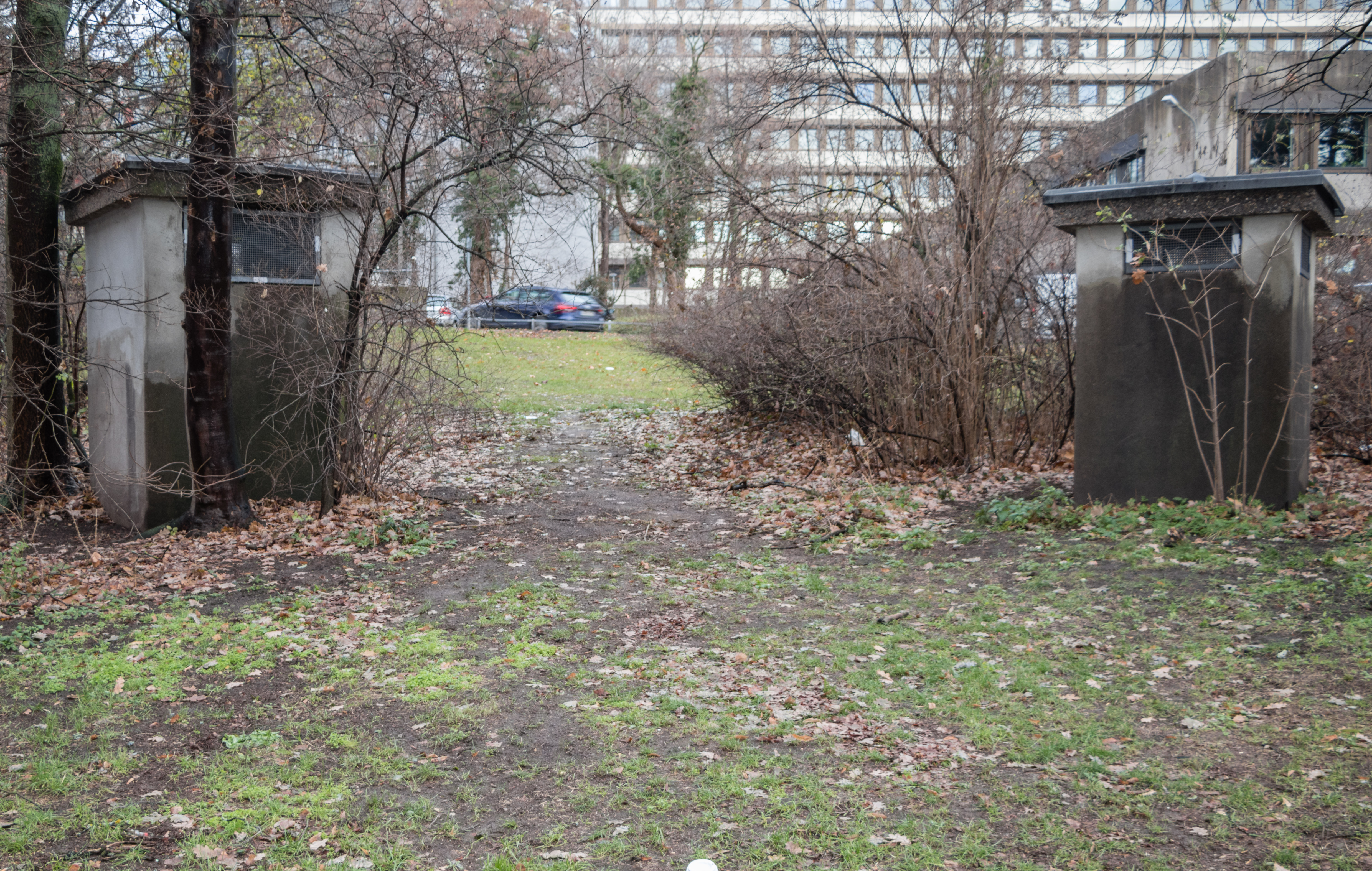
Kamine der Bunkeranlage